# Darclée
Pour plus de détails, voir Fiche technique et Distribution.
Darclée est un film roumain réalisé par Mihai Iacob, sorti en 1960.

## Synopsis
La vie de la chanteuse roumaine Haricléa Darclée.

## Fiche technique
- Titre : Darclée
- Réalisation : Mihai Iacob
- Scénario : Constanatin Cirjan et Ionel Hristea
- Musique : Alfred Mendelsohn
- Photographie : Andrei Feher
- Montage : Rada Israil
- Société de production : Filmstudio Bucuresti
- Pays :  Roumanie
- Genre : Biopic et drame
- Durée : 110 minutes
- Dates de sortie : 
  -  Roumanie : 29 novembre 1960

## Distribution
- Silvia Popovici : Haricléa Darclée
- Costache Antoniu : Charles Gounod
- Toma Dimitriu : Gheorghe Stefanescu
- Marcel Anghelescu : Ruggero Leoncavallo
- Chris Avram : Eugenio Giraldoni
- Victor Rebengiuc : Iorgu Hartulary
- Eugenia Popovici : Tinca
- Jules Cazaban : le père Haricleei
- Fory Etterle : Gaillard
- Geo Barton : Giacomo Puccini
- Mircea Constantinescu : Duvernois
- Eugenia Eftimie : la mère Haricleei
- Ion Dichiseanu : Pepino
- Lia Sahighian : Adelina Patti

## Distinctions
Le film a été présenté en sélection officielle en compétition au Festival de Cannes 1960.